# علم شمولي
الشمولية في العلوم، أو العلوم الشمولية، هي نهج للبحث يركز على دراسة النظم المعقدة. يتم التعامل مع النظم باعتبارها كل متماسك تُفهم عناصره المكونة في سياق وبالمقارنة مع بعضها البعض ومع الكل.
تتناقض هذه الممارسة مع تقاليد الفلسفة التحليلية البحتة (التي تُسمى أحيانًا الاختزال) والتي تهدف إلى فهم الأنظمة عن طريق تقسيمها إلى عناصر تكوين أصغر، وفهم النظام من خلال فهم خواصها الأساسية. غالبًا ما يكون تناقض الشمولية-الاختزالية واضحًا في التفسيرات المتضاربة للنتائج التجريبية وفي تحديد أولويات البحوث المستقبلية.

## نظرة عامة
وصف ديفيد دويتش الشمولية بأنها معاداة الاختزالية، وأشار إلى المفهوم بأنه الطريقة المنطقية الوحيدة للتفكير في العلوم كسلسلة من الظواهر الناشئة. وجادل بأن أيًا من النهجين صحيح تمامًا.
جانبان من الشمولية هما:
- طريقة إنجاز العلوم، والتي تسمى أحيانًا «من الكل إلى الأجزاء»، والتي تركز على مراقبة العينة داخل نظامها الإيكولوجي أولاً قبل تحليلها لدراسة أي جزء من العينة.[3]
- فكرة أن العالم ليس مراقبًا غير فعال لكون خارجي، بل هو مساهم في النظام.  [4]

يدّعي المؤيدون أن العلوم الشمولية مناسبة بشكل طبيعي لمواضيع مثل البيئة والبيولوجيا والفيزياء والعلوم الاجتماعية، حيث تكون التفاعلات المعقدة وغير الخطية هي القاعدة. هذه هي النظم التي تنشأ فيها الخصائص المنبثقة على مستوى الكل والتي لا يمكن التنبؤ بها من خلال التركيز على الأجزاء وحدها، والذي قد يجعل العلم الاختزالي السائد غير مهيأ لتوفير فهم يتجاوز مستوى معين. غالبًا ما يرد مبدأ الانبثاق في الأنظمة المعقدة في عبارة «الكل أعظم من مجموع أجزائه». الكائنات الحية مثال على ذلك: فالمعرفة بجميع الخواص الكيميائية والفيزيائية للمادة لا يمكن أن تفسر أو تتوقع عمل الكائنات الحية. يحدث الشيء نفسه في النظم البشرية الاجتماعية المعقدة، فالفهم المفصل للسلوك الفردي لا يمكنه التنبؤ بسلوك المجموعة، والذي يظهر على مستوى الجماعة. قد تفرض ظاهرة الانبثاق حدًا نظريًا على المعرفة المتاحة من خلال منهجية الاختزال، الذي ربما يجعل الأنظمة المعقدة مواضيع طبيعية للنهج الشمولية.
عبر صحفي العلوم جون هورغان عن هذا الرأي في كتاب «نهاية العلم». كتب أن نموذجًا معينًا منتشرًا في العلوم الكلية، هو الحرجية ذاتية التنظيم، على سبيل المثال، «ليست نظرية حقًا على الإطلاق. الحرجية ذاتية التنظيم مثل التوازن النقطي، هي مجرد وصف، لواحد من عدة تقلبات عشوائية وأصوات تتخلل الطبيعة». قال إنه من خلال اعتراف المنظرين بأن مثل هذا النموذج «لا يمكن أن يعطي أي تنبؤات محددة حول الطبيعة أو أفكار ذات مغزى. ما الفائدة من ذلك إذن؟».
من الواضح أن أحد الأسباب التي تجذب المؤيدين للعلم الشمولي هي أنه يقدم نظرة «إيكولوجية-اجتماعية» تقدمية للعالم، لكن كتاب ألان مارشال «وحدة الطبيعة» يقدم أدلة على خلاف ذلك، مقترحًا أن الشمولية في العلوم ليست «إيكولوجيًة» أو «تراعي الاعتبارات الاجتماعية» على الإطلاق، بل هي رجعية وقمعية.

## أمثلة في مختلف مجالات العلوم

### العلوم الفيزيائية

#### الزراعة
تعتمد الزراعة المعمرة على نهج مستوى النظم في الزراعة وإدارة الأراضي من خلال محاولة تقليد ما يحدث في العالم الطبيعي. تدمج الإدارة الشمولية العلوم البيئية والاجتماعية مع إنتاج الغذاء، وصُممت في الأصل كوسيلة لإيقاف التصحر. تعتبر الزراعة العضوية في بعض الأحيان نهجًا شموليًا.

#### الفوضى والتعقيد
ترى الشمولية العلمية أنه لا يمكن التنبؤ بسلوك النظام بشكل دقيق، بصرف النظر عن مقدار البيانات المتوفرة. يمكن للأنظمة الطبيعية أن تبدي سلوكًا غير متوقع بشكل مفاجئ، ويشتبه في أن سلوك هذه الأنظمة قد يكون غير قابل للاختزال حسابيًا، ما يعني أنه لن يكون بمقدورنا مقاربة حالة النظام دون محاكاة كاملة لجميع الأحداث التي تدور في النظام. قد تتواسط الخصائص الرئيسية لسلوك المستويات الأعلى لفئات معينة من الأنظمة عن طريق «مفاجآت» نادرة في سلوك عناصرها الناجم عن مبدأ الترابط، وبالتالي تجنب التنبؤات إلا عن طريق محاكاة القوة العمياء.

#### البيئة
يمكن تطبيق التفكير الشمولي على البيئة، والجمع بين الأفكار البيولوجية والكيميائية والفيزيائية والاقتصادية والأخلاقية والسياسية. يزداد التعقيد مع المنطقة، بحيث يكون من الضروري التقليل من خواص العرض بطرائق أخرى، على سبيل المثال إلى فترة زمنية محددة.

#### الطب
استُخدم مصطلح «شمولي» في الرعاية الأولية لوصف الأساليب التي تأخذ في الحسبان الاعتبارات الاجتماعية وغيرها من الأحكام البديهية. يظهر مصطلح الشمولية، والمناهج التي يطلق عليها ذلك، في الطب النفسي الجسدي في سبعينيات القرن الماضي، عندما كانت تُعتبر إحدى الطرق الممكنة لتصور الظواهر النفسية الجسدية. فبدلًا من إعداد روابط سببية أحادية الاتجاه من النفس إلى الجسم، أو العكس، كان يهدف إلى نموذج نظامي، تُعتبر فيه العوامل البيولوجية والنفسية والاجتماعية مترابطة.
كانت الأساليب البديلة الأخرى في سبعينيات القرن الماضي هي النهج النفسية الجسدية والجسدية النفسية، التي تركز على الروابط السببية فقط من النفس إلى الجسم، أو من الجسم إلى النفس، على التوالي. في الوقت الحالي، من الشائع في الطب النفسي أن نذكر أنه لا يمكن فصل النفس والجسم فعليًا لأغراض عملية أو نظرية.
ظهر مصطلح أنظمة الطب لأول مرة في عام 1992 ويتخذ نهجًا تكامليًا لكل من الجسم والبيئة.

### علوم اجتماعية

#### علم الاقتصاد
يستخدم بعض الاقتصاديين نظرية الشمولية السببية في عملهم، إذ ينظرون إلى الانضباط على طريقة لودفيغ فتغنشتاين ويدّعون أنه لا يمكن تعريفه بالشروط الضرورية والكافية.

#### تحسين التعليم
يحدد تصنيف الأهداف التعليمية العديد من مستويات الأداء المعرفي، والتي يُزعم أنها تُستخدم لإنشاء تعليم أكثر شمولية. في التقييم الموثوق، بدلًا من استخدام الحواسيب لتسجيل اختبارات الاختيار من متعدد، يستخدم التقييم القائم على المعايير مسجلِين مُدَربين لتسجيل عناصر الاستجابة المفتوحة باستخدام طرق تسجيل شمولية. في مشاريع مثل مشروع كارولينا الشمالية للكتابة، يُطلب من المسجلِين عدم حساب الأخطاء أو حساب عدد النقاط أو البيانات الداعمة. بدلًا من ذلك، يُطلب من المسجل الحكم بشكل شمولي سواء كان «ككل» أكثر من «2» أو «3». يتساءل النقاد إن كان بمقدور مثل هذه العملية أن تكون موضوعية بنفس درجة تسجيل الحاسوب، وإلى أي درجة ستعطي طرائق التسجيل التي يؤديها مُسجلِين مختلفين نتائج مختلفة.

#### علم النفس الغائي
يعتقد ألفريد أدلر أن الفرد «كل متكامل يُعبر عنه من خلال وحدة متسقة ذاتيًا من التفكير والشعور والعمل، يتحرك نحو هدف نهائي غير واعٍ وهمي»، يجب أن يُفهَم في الكل الأكبر للمجتمع، من المجموعات إلى حيث ينتمي (بدءًا بعلاقاته المباشرة)، إلى الكل الأكبر من البشرية. الإدراك لتماسكنا الاجتماعي والحاجة إلى تنمية الاهتمام بسعادة الآخرين، وكذلك احترام الطبيعة هو جوهر فلسفة أدلر بخصوص العيش ومبادئ العلاج النفسي.
يمكن اعتبار الفيلسوف وعالم الاجتماع الفرنسي إدغار موران، شموليًا استند إلى طبيعة عمله العبرمناهجية.